# Nhạc nhẹ
Nhạc nhẹ theo một số quan điểm là một dạng ít trang trọng hơn của dòng nhạc cổ điển phương Tây, khởi nguồn từ các thế kỷ 18 - 19 và tiếp tục duy trì cho tới ngày nay. Thời hoàng kim của thể loại âm nhạc này là giai đoạn giữa thế kỷ 20. Đây là phong cách âm nhạc thuộc về through-composed nhưng thường là các tác phẩm và tổ khúc giao hưởng ngắn hơn được thiết kế nhằm thu hút một lượng khán thính giả và phạm vi rộng lớn hơn thay vì những dạng phức tạp như là công-xéc-tô, giao hưởng và opera.
Nhạc nhẹ đặc biệt phổ biến trong suốt những năm hình thành hệ thống truyền thanh radio, trong đó các đài phát thanh như Chương trình Nhạc nhẹ BBC (1945–1967) của Anh Quốc hay chương trình truyền hình Bài hát Việt (2005–2016) của đài VTV được dành riêng để phát hầu hết các sáng tác "nhạc nhẹ".
Nhạc nhẹ phổ biến tại Vương quốc Anh, Hoa Kỳ, Liên Xô cũ và toàn bộ châu Âu lục địa, Việt Nam, Trung Quốc, CHDCND Triều Tiên cũng như nhiều tác phẩm thuộc thể loại này vẫn trở nên quen thuộc khi chúng được sử dụng làm nhạc nền trong các bộ phim hay trong các chương trình phát thanh và truyền hình.